# Schizopygopsis
Schizopygopsis es un género de peces de la familia Cyprinidae en el orden de los Cypriniformes.

## Especies
Las especies de este género son:
- Schizopygopsis anteroventris Wu & Tsao, 1989
- Schizopygopsis kessleri Herzenstein, 1891
- Schizopygopsis kialingensis W. X. Tsao & C. L. Tun, 1962
- Schizopygopsis malacanthus Herzenstein, 1891
- Schizopygopsis pylzovi Kessler, 1876
- Schizopygopsis stoliczkai Steindachner, 1866
- Schizopygopsis thermalis Herzenstein, 1891
- Schizopygopsis younghusbandi Regan, 1905